# Roland Wiederkehr

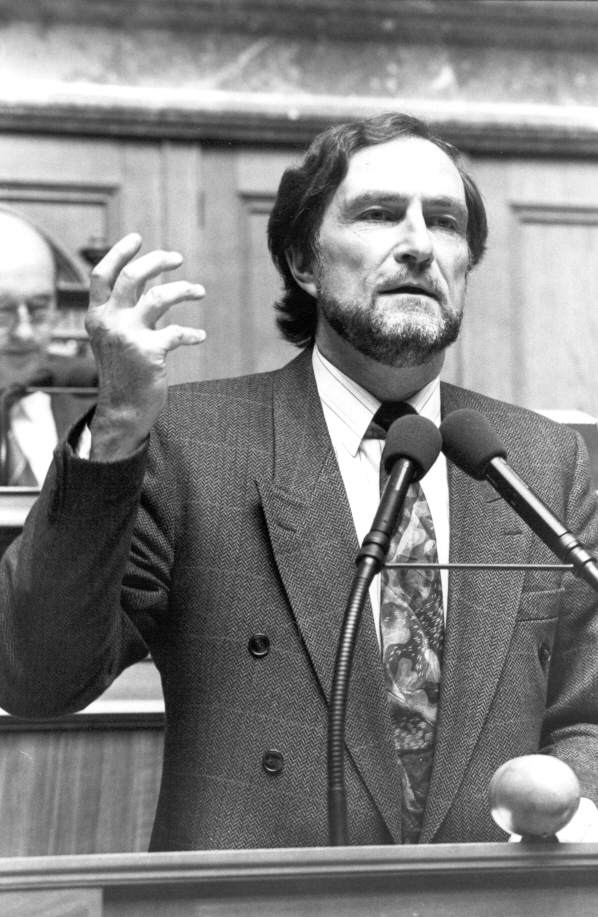
Roland Wiederkehr 1991 im Nationalrat

Roland Wiederkehr (* 27. Januar 1943 in Bern) ist ein Schweizer Politiker. Er war von 1987 bis 2003 Mitglied des Nationalrates, bis 1999 für den Landesring der Unabhängigen des Kantons Zürich, danach als Parteiloser.

## Aktivitäten
Von 1968 bis 1987 war Wiederkehr Leiter des 1961 gegründeten WWF Schweiz, den er als erster hauptamtlicher Geschäftsführer vom Ein-Mann-Betrieb zur Organisation mit etwa 100 Angestellten entwickelte, und Mit-Initiator des Verkehrs-Clubs der Schweiz (VCS).
Im März 1991 ersuchte Wiederkehr den Schweizer Bundesrat mit einem Postulat, die Gründung einer Internationalen Umweltinstitution "Grünes Kreuz" zu prüfen. 1992 warb er schweizweit mit einer Petition für ein World Green Cross, das im Dezember 1992 in Bern gegründet wurde. Im Juni 1992 am Umweltgipfel in Rio de Janeiro hatte sich auch Michail Sergejewitsch Gorbatschow dafür ausgesprochen, eine internationale Organisation zur Bekämpfung von Umweltkatastrophen ins Leben zu rufen. Die beiden Initiativen fusionierten im Juni 1993 in Kyoto zur Stiftung Internationales Grünes Kreuz, mit Gorbatschow als Präsident und Wiederkehr als erstem Direktor, mit Sitz in Genf.
1991 begleitete Wiederkehr zur 700-Jahr-Feier der Eidgenossenschaft die erste Eidgenössische Jugendsession und setzte sich dafür ein, dass die Jugendsession seit 1993 jedes Jahr im Bundeshaus stattfinden kann.
1997 reichte Wiederkehr den ersten Vorstoss ein für einen unterirdischen Durchgangsbahnhof in Zürich, den der Bundesrat annahm. Die SBB blieben bei den Plänen für einen Flügelbahnhof. Das Beharrungsvermögen des Zürcher Verkehrsplaners Paul Stopper und von Kantonsrätin Gabi Petri jedoch wendete das Blatt: 1991 sagte das Zürcher Volk mit grossem Mehr ja zur Durchmesserlinie. Heute ist der unterirdische Bahnhof gebaut und der Stolz der SBB.
2007 gründete Wiederkehr die Stiftung CareCross für Gesundheit und Umwelt und lancierte damit eine Diskussion über Krebstherapien und ihre hohen Kosten. Er propagierte die Cellsymbiosistherapie (u. a. mit Curcumin) des deutschen Arztes Heinrich Kremer.
Für CareCross erkundete Wiederkehr auch, ob Hypnose als günstige Alternative oder zusätzliches Mittel zu herkömmlichen Heilverfahren in der Medizin taugt. Er liess sich zum Hypnotherapeuten ausbilden und beteiligte sich an der Gründung des Schweizerischen Berufsverbands für Hypnosetherapie.
Im Oktober 2017 wurde Wiederkehr für sein Lebenswerk und die Arbeit seiner Gesundheitsstiftung CareCross von der Bewegung Global Goodwill Ambassadors on LinkedIn geehrt.
Roland Wiederkehr war Gründer und bis 2008 auch Geschäftsführer von RoadCross, Stiftung für Verkehrssicherheit. 2012 bis 2016 führte er im Rahmen des Schweizer Beitrags an ausgewählte EU-Mitgliedstaaten ein Projekt in Polen durch zur Verbesserung der Verkehrssicherheit. Mit Austausch von Polizei und Fachleuten zwischen der Schweiz und Polen, mit Kampagnen und neuen Gesetzen nach Schweizer Vorbild gelang es, die jährliche Zahl an Unfalltoten von 4200 auf unter 3000 zu senken.
Im Mai 2016 wurde Wiederkehr der President Award des Europäischen Verkehrspolizeiverbands TISPOL verliehen.
Wiederkehr erhielt den Award, der für herausragende Arbeit zugunsten von Verkehrssicherheit vergeben wird, „für seinen dreissigjährigen Einsatz für weniger Tote und Verletzte im Verkehr und für mehr Hilfe für Opfer“. In der Schweiz und in Polen rettete er so tausenden Menschen das Leben.
Bis 2015 war die Verkehrssicherheit trotz zirka 1,3 Mio. Unfalltoten und mehr als 50 Mio. Schwerverletzten pro Jahr kein Ziel der UN-Entwicklungszusammenarbeit. Wiederkehr setzte sich dafür ein, dass die offizielle Empfehlung der Schweiz an die Vereinten Nationen für die Neu-Ausrichtung der Entwicklungsziele auch Verkehrssicherheit umfasste. Die Road Safety ist heute Teil der Agenda 2030, der Ziele für nachhaltige Entwicklung der Vereinten Nationen (UNO). Gemäss der Weltgesundheitsorganisation (WHO) müssen die Entwicklungs- und Schwellenländer 1 bis 3 % ihres Bruttoinlandsprodukts (BIP) zur Bewältigung von Unfallfolgen des Strassenverkehrs aufbringen. Das ist doppelt so viel, wie diese Länder an internationalen Entwicklungsgeldern erhalten. Mit der Stiftung CareCross führte Wiederkehr 2017 die Kampagne „Ein neues Bein für 100 Franken“, um ein Bewusstsein für diese Problematik zu schaffen.
Ziel war, dass die Schweiz ihre Entwicklungspolitik mit Verkehrssicherheits-Projekten in Low- und Middle-Income-Ländern ergänzen sollte.